# Boarmia atilla
Boarmia atilla är en fjärilsart som beskrevs av William Schaus 1901. Boarmia atilla ingår i släktet Boarmia och familjen mätare. Inga underarter finns listade i Catalogue of Life.